# Théorie k·p
En physique du solide, la théorie k·p est basée sur la théorie de perturbation de la mécanique quantique et est une méthode empirique utilisée pour calculer la structure de bande et les propriétés optiques des solides cristallins,,.
Cette théorie a été appliquée notamment dans le contexte du modèle de Lüttinger-Kohn (d'après Joaquin Luttinger et Walter Kohn), et du modèle de Kane (d'après Evan Kane). Elle a également donné naissance au modèle de masse effective très fréquemment utilisé en physique du solide.

## Dérivation

### Théorème de Bloch et vecteurs d'onde
Selon la mécanique quantique (dans l'approximation des électrons indépendants), la fonction d'onde des électrons dans un matériau peut être décrite par l'équation de Schrödinger :
{\displaystyle \left({\frac {p^{2}}{2m}}+V\right)\psi =E\psi }
où p est l'opérateur de quantité de mouvement, V est le potentiel électrostatique, et m est la masse d'un électron (et où l'effet du couplage spin-orbite a été négligé).
Dans un cristal, V est une fonction périodique, qui a la périodicité du réseau cristallin. Le théorème de Bloch prouve que les solutions de cette équation différentielle peuvent être écrites sous la forme :
{\displaystyle \psi _{n,\mathbf {k} }(\mathbf {r} )=e^{i\mathbf {k} \cdot \mathbf {r} }u_{n,\mathbf {k} }(\mathbf {r} )}
où k est le vecteur d'onde, n est l'indice discret de la bande, et un,k est une fonction qui a la même périodicité que le cristal, c'est-à-dire qui satisfait :
{\displaystyle u_{n,\mathbf {k} }(\mathbf {r} +\mathbf {R} )=u_{n,\mathbf {k} }(\mathbf {r} )}
où R est un vecteur du réseau de Bravais.
Pour chaque bande (indice discret n), il y a une relation entre le vecteur d'onde k et l'énergie de l'état En,k, appelée relation de dispersion. Le calcul de cette relation de dispersion (ou structure de bande) est l'application principale de la théorie k·p.

### Théorie de la perturbation
La fonction périodique un,k satisfait l'équation de Schrödinger réécrite de la manière suivante :
{\displaystyle H_{\mathbf {k} }u_{n,\mathbf {k} }=E_{n,\mathbf {k} }u_{n,\mathbf {k} }}
où l'Hamiltonien est donné par : 
{\displaystyle H_{\mathbf {k} }={\frac {p^{2}}{2m}}+{\frac {\hbar \mathbf {k} \cdot \mathbf {p} }{m}}+{\frac {\hbar ^{2}k^{2}}{2m}}+V}
Ici, k est un vecteur constitué de trois nombres réels dont l'unité est l'inverse d'une distance, alors que p est un vecteur d'opérateurs ; plus précisément,
{\displaystyle \mathbf {k} \cdot \mathbf {p} =k_{x}(-i\hbar {\frac {\partial }{\partial x}})+k_{y}(-i\hbar {\frac {\partial }{\partial y}})+k_{z}(-i\hbar {\frac {\partial }{\partial z}})}
On peut écrire cet hamiltonien comme une somme de deux termes :
{\displaystyle H=H_{0}+H_{\mathbf {k} }',\;\;H_{0}={\frac {p^{2}}{2m}}+V,\;\;H_{\mathbf {k} }'={\frac {\hbar ^{2}k^{2}}{2m}}+{\frac {\hbar \mathbf {k} \cdot \mathbf {p} }{m}}}
Cette expression est à la base de la perturbation. L'hamiltonien "non-perturbé" est H0, qui est en fait l'hamiltonien exact à k=0 (c'est-à-dire en Γ). La "perturbation" dans ce cas est donc le terme {\displaystyle H_{\mathbf {k} }'}. La méthode résultante est finalement appelée "théorie k·p" (ou "méthode k·p" ou "théorie de perturbation k·p"), en référence du terme proportionnel à k·p qui apparaît. Le résultat de cette analyse est une expression pour En,k et un,k en termes des énergies et fonctions d'ondes en k=0.
Le terme de "perturbation" {\displaystyle H_{\mathbf {k} }'} devient progressivement plus petit lorsque k s'approche de zéro. Pour cette raison, la théorie k·p est général adaptée et plus précise pour des valeurs de k petites (ou proches de point de référence). Cependant, si suffisamment de termes sont inclus dans l'expansion de la perturbation, alors la précision du calcul peut être étendue à toute la zone de Brillouin.

### Expression pour une bande non-dégénérée
Pour une bande non-dégénérée (c'est-à-dire une bande qui a une énergie en k=0 différente de toute autre bande), avec un extremum à k=0, et sans interaction spin-orbite, le résultat de la théorie k·p est (pour le  premier ordre non-trivial) :
{\displaystyle u_{n,\mathbf {k} }=u_{n,0}+{\frac {\hbar }{m}}\sum _{n'\neq n}{\frac {\langle u_{n,0}|\mathbf {k} \cdot \mathbf {p} |u_{n',0}\rangle }{E_{n,0}-E_{n',0}}}u_{n',0}}
{\displaystyle E_{n,\mathbf {k} }=E_{n,0}+{\frac {\hbar ^{2}k^{2}}{2m}}+{\frac {\hbar ^{2}}{m^{2}}}\sum _{n'\neq n}{\frac {|\langle u_{n,0}|\mathbf {k} \cdot \mathbf {p} |u_{n',0}\rangle |^{2}}{E_{n,0}-E_{n',0}}}}
Comme k est un vecteur de nombres réels (plutôt qu'un vecteur d'opérateurs linéaires plus compliqués), les éléments de matrice de ces expressions peuvent être réécrites :
{\displaystyle \langle u_{n,0}|\mathbf {k} \cdot \mathbf {p} |u_{n',0}\rangle =\mathbf {k} \cdot \langle u_{n,0}|\mathbf {p} |u_{n',0}\rangle }
C'est-à-dire qu'on peut calculer l'énergie de tout point k au moyen d'un petit nombre de paramètres empiriques, En,0 et {\displaystyle \langle u_{n,0}|\mathbf {p} |u_{n',0}\rangle }. Ces derniers étant appelés "éléments de matrice optique", intimement reliés aux transitions du moments dipolaire électrique. Ces paramètres sont typiquement extraits de données expérimentales.
En pratique, la somme sur les bandes n n'inclut bien souvent que les bandes les plus proches, puisque ce sont celles qui contribuent le plus au calcul (étant donné le dénominateur). Cependant, pour étendre la précision du calcul, particulièrement pour des k éloignés, les bandes additionnelles doivent être incluses dans l'expansion ci-dessus.

#### Masse effective
D'après l'expression dérivée ci-dessus pour la relation de dispersion, une expression simplifiée pour la masse effective de la bande de conduction d'un semi-conducteur peut être dérivée. Pour cela, l'énergie En0 est fixée au minimum de la bande de conduction Ec0 et seules les énergies proches du maximum de la bande de valence sont incluses dans la somme, pour lesquelles la différence d'énergie au dénominateur est la plus petite. Le dénominateur est alors équivalent à la valeur de la bande interdite Eg, donnant la relation de dispersion :
{\displaystyle E_{c}({\boldsymbol {k}})\approx E_{c0}+{\frac {(\hbar k)^{2}}{2m}}+{\frac {\hbar ^{2}}{{E_{g}}m^{2}}}\sum _{n}{|\langle u_{c,0}|\mathbf {k} \cdot \mathbf {p} |u_{n,0}\rangle |^{2}}}
La masse effective dans la direction ℓ est alors :
{\displaystyle {\frac {1}{m}}_{\ell }={{1} \over {\hbar ^{2}}}\sum _{m}\cdot {{\partial ^{\ 2}E_{c}({\boldsymbol {k}})} \over {\partial k_{\ell }\partial k_{m}}}\approx {\frac {1}{m}}+{\frac {2}{E_{g}m^{2}}}\sum _{m,\ n}{\langle u_{c,0}|p_{\ell }|u_{n,0}\rangle }{\langle u_{n,0}|p_{m}|u_{c,0}\rangle }}
En ignorant les détails des éléments de matrice, les conséquences clés de cette dérivation sont que la masse effective varie comme la bande interdite du semi-conducteur et tend vers zéro lorsque la bande interdite tend vers zéro.
Une approximation utile des éléments de matrice dans un semi-conducteur à bande interdite directe est :
{\displaystyle {\frac {2}{E_{g}m^{2}}}\sum _{m,\ n}{|\langle u_{c,0}|p_{\ell }|u_{n,0}\rangle |}{|\langle u_{c,0}|p_{m}|u_{n,0}\rangle |}\approx 20\mathrm {eV} {\frac {1}{mE_{g}}}\ ,}
Au contraire de la bande de conduction, les interactions spin-orbite doivent être introduites afin de décrire les énergies de la bande de valence et plusieurs bandes doivent être considérées individuellement.
Le calcul est donné dans le livre de Yu et Cardona. Dans ce cas, les porteurs libres sont des trous et sont divisés en deux catégories : les trous légers et les trous lourds, dont les masses sont anisotropes.

### Théorie k·p avec interaction spin-orbite
Lorsque l'interaction spin-orbite est incluse, l'équation de Schrödinger pour u est:
{\displaystyle H_{\mathbf {k} }u_{n,\mathbf {k} }=E_{n,\mathbf {k} }u_{n,\mathbf {k} }}
où
{\displaystyle H_{\mathbf {k} }={\frac {p^{2}}{2m}}+{\frac {\hbar }{m}}\mathbf {k} \cdot \mathbf {p} +{\frac {\hbar ^{2}k^{2}}{2m}}+V+{\frac {\hbar }{4m^{2}c^{2}}}(\nabla V\times (\mathbf {p} +\hbar \mathbf {k} ))\cdot {\vec {\sigma }}}
où {\displaystyle {\vec {\sigma }}=(\sigma _{x},\sigma _{y},\sigma _{z})} est un vecteur constitué de trois matrices de Pauli. Cet hamiltonien peut être sujet à la même analyse issue de la théorie de la perturbation que celle présentée plus haut.

### Calcul dans le cas dégénéré
Dans le cas de bandes dégénérée ou quasi-dégénérée, en particulier la bande de valence de la plupart des semi-conducteurs, les équations peuvent être analysées par les méthodes de la théorie de perturbation dégénérée,. Les modèles de ce type sont notamment le modèle à 3 bandes de "Luttinger-Kohn" et de "Dresselhaus-Kip-Kittel (DKK)". Le modèle de Kane inclut en plus la bande de conduction dans sa dérivation, ainsi que l'interaction entre bande de valence et bande de conduction .